# Simulium inthanonense
Simulium inthanonense är en tvåvingeart som beskrevs av Takaoka och Suzuki 1984. Simulium inthanonense ingår i släktet Simulium och familjen knott.
Artens utbredningsområde är Thailand. Inga underarter finns listade i Catalogue of Life.